# ژیگایلوفکا
ژیگایلوفکا (انگلیسی: Zhigaylovka) یک شهرک در بخش کوروچانسکی استان بلگورود کشور روسیه است.